# Valdir Benedito
Valdir Benedito (Araraquara, 25 de outubro de 1965) é um ex-futebolista brasileiro que atuava como volante.

## Carreira
Antes de ser descoberto como jogador, foi cortador de cana na região de Araraquara.
Chegou Atlético-PR para jogar o Campeonato Brasileiro de 1989, em que o clube acabou rebaixado. No ano seguinte, Valdir foi fundamental na conquista do Campeonato Paranaense de 1990, atuando muitas vezes como lateral direito e na campanha do acesso à primeira divisão em 1990.
Fez parte da Seleção Brasileira de Futebol na Copa América de 1991.
Defendeu o Atlético MG de 1992 a 1995.
Atuou pelo Cruzeiro em 1998 e retornou ao Atlético MG em 1999.
Voltou ao Atletico-PR em 2001 para ser campeão paranaense daquele ano.

## Títulos
Atlético-PR
- Campeão Paranaense: 1990[3][4], 2001

Atlético-MG
- Copa Conmebol: 1992[3][4]
- Campeonato Mineiro: 1995, 1999, 2000

Cruzeiro
- Campeonato Mineiro: 1998
- Recopa Sul-Americana - 1998